# Pavement
Pavement es una banda estadounidense de indie rock formada en Stockton, California en 1989. Durante la mayor parte de su carrera, el grupo estuvo formado por Stephen Malkmus (voz y guitarra), Scott Kannberg (guitarra y voz), Mark Ibold (bajo), Steve West (batería) y Bob Nastanovich (percusión y voz). Concebida en sus comienzos como un proyecto de grabación, la banda evitó la prensa o las presentaciones en vivo, al tiempo que atrajo una considerable atención independiente con sus primeros lanzamientos. Evolucionando hacia un sonido más producido, Pavement lanzó una constante cadena de álbumes, sencillos y EP hasta su disolución en 1999. En 2010 la banda emprendió una bien recibida gira de reunión.
Llegaron al éxito con el sencillo «Cut Your Hair», Pavement fue una exitosa banda de indie rock. En lugar de firmar con un sello principal como lo habían hecho muchas de sus influencias de la década de 1980, firmaron con sellos independientes a lo largo de su carrera y se los ha descrito como una de las bandas más influyentes de los años noventa. Algunos críticos de música prominentes, como Robert Christgau y Stephen Thomas Erlewine, los llamaron la mejor banda de la década de 1990. En su carrera, también lograron un gran número de seguidores de culto.

## Historia

### Formación y primeros años: 1989–1991
Pavement se formó en Stockton, California en 1989 como un proyecto de estudio de los guitarristas y vocalistas Stephen Malkmus y Scott Kannberg, conocidos artísticamente como "S.M." y "Spiral Stairs". Sus primeros EP fueron lanzamientos lo-fi titulados Slay Tracks: 1933-1969, Demolition Plot J-7 y Perfect Sound Forever. Fueron grabados en el estudio Louder Than You Think, casa de un ex hippie local de Stockton, Gary Young, quien también tocó la batería durante las grabaciones. Durante este tiempo, Pavement fue a menudo comparado con la banda de punk inglesa The Fall, sin embargo Kannberg declaró en una entrevista de 1992 que prefería la banda de rock de Mineápolis The Replacements. Poco después Bob Nastanovich se incorporó a la banda en vivo como percusionista auxiliar.

### Slanted and EnchantedyCrooked Rain, Crooked Rain: 1992–1994
Alrededor de 1992, Pavement se convirtió en una banda de tiempo completo con la incorporación del bajista Mark Ibold, quien había sido uno de los primeros fanáticos del grupo, con Malkmus, Kannberg, Young y Nastanovich completando la formación. Su álbum debut, Slanted and Enchanted, fue lanzado comercialmente en 1992 después de circular en cinta de casete durante casi un año. Aunque todavía influidos por el lo-fi y el noise, Pavement hizo un mayor uso de melodías y coros que en sus lanzamientos anteriores. Slanted and Enchanted ha sido citado como uno de los álbumes de indie rock más influyentes y (junto con sus siguientes dos álbumes) fue incluido en la lista "los 500 mejores álbumes de todos los tiempos" de Rolling Stone.
Más tarde ese mismo año la banda lanzó el EP Watery, Domestic. Al concluir una gira de 1993 por Australia, Japón y Europa, Gary Young dejó la banda. Fue reemplazado por Steve West, quien había sido un guardia de seguridad en el museo en el Museo Whitney de Arte Estadounidense junto con Malkmus y David Berman a finales de los años ochenta. La presentación debut de West fue en 1993 en un festival Drag City en Chicago. También ese mismo año, la banda contribuyó al álbum de caridad No Alternative, producido por Red Hot Organisation con su canción "Unseen Power of the Picket Fence".
El segundo álbum de Pavement, Crooked Rain, Crooked Rain, fue lanzado en 1994. El disco presentó una mayor influencia del rock clásico que su debut. El sencillo "Cut Your Hair" fue el roce más cercano de la banda con el éxito comercial y disfrutó de la difusión en la radio de rock alternativo y MTV. Pavement interpretó la canción en The Tonight Show con Jay Leno, su video se emitió en un episodio de Beavis and Butt-Head y apareció en la película A Very Brady Sequel. El sencillo "Range Life", criticaba a las estrellas del rock alternativo The Smashing Pumpkins y Stone Temple Pilots. Malkmus ha insistido a lo largo de los años en que la canción está destinada a ser un chiste blanco y es cantada desde el personaje hippie envejecido de la canción, sin embargo el líder de The Smashing Pumpkins, Billy Corgan, amenazó con sacar a su banda del Festival Lollapalooza de 1994 si se le permitía tocar a Pavement. Al igual que su predecesor, el álbum recibió una aclamación generalizada y su canción "Gold Soundz" fue nombrada la mejor canción de los años noventa por la revista Pitchfork.

### Wowee ZoweeyBrighten the Corners: 1995–1998
El siguiente álbum, Wowee Zowee, grabado en Memphis y lanzado el 11 de abril de 1995, cubría una amplia gama de estilos, incluidos el punk, el country y baladas, en sus dieciocho canciones, que a menudo evitaban estructuras convencionales. En el DVD Slow Century, Malkmus atribuyó su elección de sencillos a su consumo de marihuana, afirmando que "fumaba mucha hierba en ese entonces, para mí sonaban como éxitos". Durante la gira del álbum, Nastanovich declaró que a menudo la banda no elaboraba una lista de canciones antes de los shows, optando por jams influidos por las drogas y el alcohol. Algunos de estos espectáculos se llevaron a cabo durante el festival Lollapalooza de 1995, donde las actuaciones de la banda recibieron una reacción hostil por parte de la audiencia. Las imágenes de Slow Century muestran a la banda siendo arrojada barro y rocas. Pavement abandonó el escenario y se autodenominó "la banda que arruinó Lollapalooza".
Wowee Zowee fue seguido por el EP Pacific Trim, grabado solo con Malkmus y los bateristas Nastanovich y Steve West. Su tiempo de estudio estaba originalmente reservado para una grabación de Silver Jews, pero su líder David Berman se marchó frustrado y el trío decidió no perder el tiempo pagado. Brighten the Corners fue lanzado en 1997. Producido por Mitch Easter, Malkmus dijo en el DVD Slow Century que el álbum era un intento de mostrar al público que Pavement tenía más influencias del rock clásico y convencional de lo que había retratado anteriormente. El álbum contenía dos de los sencillos más conocidos de la banda "Stereo" y "Shady Lane" y se vendió mejor que sus predecesores. A pesar de su mayor éxito, la banda comenzó a fragmentarse y sus miembros a enfocarse más en otros proyectos musicales y en formar familias.

### Terror Twilighty separación: 1999–2000
En 1999, Pavement comenzó a trabajar en su último álbum, Terror Twilight. La banda originalmente planeó producirlo alquilando Jackpot! Studios en Portland, Oregón, sin embargo, su grabación se estancó. Kannberg se mostró especialmente frustrado por las sesiones y la negativa de Malkmus de incluir sus canciones en el álbum. Una favorita de los fans, "For Sale: The Preston School of Industry" y otras de sus canciones fueron brevemente trabajadas pero finalmente se abandonaron. Al final de la sesión inicial de dos semanas, se había logrado muy poco y decidieron contratar un productor para ayudarles.
Nigel Godrich, conocido por su trabajo con Radiohead y Beck, fue contratado para producir el álbum. Al principio, el grupo intentó grabar en el estudio de Sonic Youth en el bajo Manhattan. Godrich finalmente convenció a la banda para que se mudara a un estudio de 24 pistas donde anteriormente había trabajado con Beastie Boys y R.E.M. Aunque el productor congenió con Malkmus; Kannberg y Nastanovich desconfiaron de él. Nastanovich sostuvo que Godrich "asumió un desafío bastante sustancial e hizo un buen trabajo", aunque "centró su atención en Stephen" y los produjo "de una manera que simplemente despreciaba al resto de nosotros". Nastanovich también mencionó un incidente incómodo donde se hizo evidente que el productor no sabía su nombre. Kannberg, todavía desilusionado por el rechazo de sus canciones, diría del álbum: "No fue divertido hacer ese disco desde el principio. Fue el disco más difícil de hacer".
Malkmus escribió la totalidad del disco, y la grabación de la música contó solo con contribuciones creativas menores del resto de la banda. El grupo lanzó un último EP, titulado Major Leagues que cuenta con tres canciones de Malkmus, dos de Spiral Stairs y dos covers, "The Killing Moon" de Echo & the Bunnymen y "The Classical" de The Fall. Pavement se embarcó en una gira mundial de seis meses en apoyo del álbum, donde las relaciones dentro del grupo se deterioraron. El último concierto del grupo fue en Brixton Academy en Londres el 20 de noviembre de 1999. Durante el concierto, Malkmus tuvo un par de esposas atadas a su soporte de micrófono, y en una ocasión dijo a la audiencia: "Estas simbolizan lo que es estar en una banda todos estos años". Después del concierto, afirmó que Pavement estaba ya terminado "en el futuro previsible". Aproximadamente dos semanas después, un portavoz de Domino Records dijo a NME: "Pavement se retirará en el futuro previsible para: 1. Formar familias 2. Navegar alrededor del mundo 3. Entrar en la industria de las computadoras 4. Bailar 5. Recibir algo de atención".

### Reuniones
El 15 de septiembre de 2009, la revista Brooklyn Vegan informó que Pavement estaba planeando realizar múltiples espectáculos benéficos en Central Park, Nueva York a partir del 21 de septiembre de 2010. La banda y el sello discográfico lo confirmaron el 17 de septiembre de 2009. El 1 de junio de 2019, Pavement anunció que se reunirían para realizar dos shows de su 30 aniversario en los festivales Primavera Sound 2020 en Barcelona y Oporto, programados para ser las únicas actuaciones de la banda ese año. Debido a la pandemia de COVID-19, el festival fue cancelado y sus actuaciones fueron reprogramadas y anunciadas como parte de la edición de junio de 2021 de Primavera Sound. En marzo de 2021, el festival se retrasó una vez más hasta el verano de 2022.

## Miembros
Formación final
- Stephen Malkmus - voz principal, guitarra (1989-2024)
- Scott "Spiral Stairs" Kannberg - guitarra, coros y voz principal (1989-2024)
- Mark Ibold - bajo (1991-2024)
- Bob Nastanovich - percusión, sintetizadores, voz (1991-2024)
- Steve West - batería (1993-2024)

Miembros anteriores
- Gary Young - batería (1989-2010)
- Jason Turner - batería (1989)

## Discografía

### Álbumes
- Slanted and Enchanted. Matador (abril de 1992) - UK #72
- Crooked Rain, Crooked Rain. Matador (febrero de 1994) - POP #121; UK #15
- Wowee Zowee. Matador (abril de 1995) - POP #117; UK #18
- Brighten the Corners. Matador (febrero de 1997) - POP #70; UK #27
- Terror Twilight. Domino (junio de 1999) - POP #95; UK #19

### EPs
- Slay Tracks (1933-1969) (1989)
- Demolition Plot J-7 (1990)
- Perfect Sound Forever EP (1991)
- Watery, Domestic (1992)
- Rattled by la Rush (1995)
- Pacific Trim (1996)
- Shady Lane EP (1997)
- Spit on a Stranger (1999)
- Major Leagues EP (1999)

### Sencillos
- "Summer Babe". Drag City (1992)
- "Trigger Cut". Matador (1992)
- "Unseen Power Of The Picket Fence". (1993)
- "Cut Your Hair". Matador (1994) - UK #52
- "Haunt You Down". Matador (1994)
- "Gold Soundz". Matador (1994) - UK #94
- "Range Life". Big Cat (1995) - UK #79
- "Dancing With The Elders". (compartido con Medusa Cyclone) (1995)
- "Father To A Sister Of Thought". Matador (1995) - UK #148
- "Give It A Day". Matador (1996) - UK #91
- "Shady Lane Pt. 1". Matador (1997) - UK #40
- "Shady Lane Pt. 2". Matador (1997)
- "Stereo". Matador (1997) - UK #48
- "Carrot Rope Pt. 1". Matador (2000) - UK #27
- "Carrot Rope Pt. 2". Matador (2000)